# ビジネス婚-好きになったら離婚します-
『ビジネス婚-好きになったら離婚します-』（ビジネスこん すきになったらりこんします）は、原作：JAMTOON STUDIO、作画：キラト瑠香、シナリオ：川滿佐和子・石上加奈子による日本の漫画作品。ファンギルドの縦読み漫画「JAMTOON」レーベルの作品として、2023年8月30日より連載中。
2024年5月より、毎日放送にてテレビドラマが放送された。

## 登場人物
佐山 雅（さやま みやび）
主人公。四ツ井不動産レジデンシャルの営業。28歳。
堂ノ瀬 司（どうのせ つかさ）
IT企業・Adele代表取締役。28歳。
光宗 紫臣（みつむね しおん）
司の幼馴染。Adele副代表。

## 書誌情報
- JAMTOON STUDIO（原作）・キラト瑠香（作画） 『ビジネス婚-好きになったら離婚します-』 ファンギルド〈JAMTOON〉、既刊1巻（2024年5月30日現在）
  1. 2024年5月30日発売[3]、ISBN 978-4-910617-23-7

## テレビドラマ
2024年5月24日（23日深夜）から7月19日（18日深夜）まで毎日放送の「ドラマフィル」枠で放送された。主演は菅井友香と草川拓弥。

### キャスト

#### 主要人物
佐山雅
演 - 菅井友香
セレスト不動産レジデンシャルに勤務の敏腕営業マン。
堂ノ瀬司
演 - 草川拓弥
株式会社ルボットの代表取締役。

#### 周辺人物
光宗紫臣
演 - 井上想良
株式会社ルボットの副代表。司の幼馴染。
小田島潮（おだじま うしお）
演 - 岡本夏美
株式会社ルボットの副代表。
九重菜摘（ここのえ なつみ）
演 - 水崎綾女
雅の先輩で、良き相談相手。

### スタッフ
- 原作 - 『ビジネス婚ー好きになったら離婚しますー』（原作：JAMTOON STUDIO / 作画：キラト瑠香 / 出版社：ファンギルド）[2][4]
- 監督 - 棚澤孝義、相羽めぐみ、三國陽平、尾本克弘[2][4]
- 脚本 - 髙橋幹子、石上加奈子、桐乃さち[2][4]
- オープニング主題歌 - 超特急「MEMORIAる」（SDR / Polydor Records）
- エンディング主題歌 - チョーキューメイ「sister」（神宮前レコード）
- 制作プロダクション - TBSスパークル[2][4]
- 製作 - 「ビジネス婚」製作委員会、毎日放送[2][4]

### 放送日程
| 話数   | 放送日  | サブタイトル               | 脚本       | 監督       |
| ------ | ------- | -------------------------- | ---------- | ---------- |
| 第1話  | 5月24日 | 波乱のビジネス結婚の始まり | 髙橋幹子   | 棚澤孝義   |
| 第2話  | 5月31日 | ビジネス夫婦のベッドルール | 石上加奈子 | 棚澤孝義   |
| 第3話  | 6月07日 | ビジネス妻を全うします!    | 桐乃さち   | 相羽めぐみ |
| 第4話  | 6月14日 | ビジネス婚がバレる?!       | 髙橋幹子   | 三國陽平   |
| 第5話  | 6月21日 | 御曹司2人と三角関係?!      | 石上加奈子 |            |
| 第6話  | 6月28日 | 好きな気持ちは契約違反     | 桐乃さち   | 相羽めぐみ |
| 第7話  | 7月05日 | 夫婦の演技と本心のはざま   | 桐乃さち   | 三國陽平   |
| 第8話  | 7月12日 | 好きになったから、離婚…?   | 石上加奈子 | 尾本克弘   |
| 最終話 | 7月19日 | ビジネス婚の行く末         | 髙橋幹子   | 棚澤孝義   |

### 放送局
| 放送期間                | 放送時間                     | 放送局       | 対象地域   | 備考           |
| ----------------------- | ---------------------------- | ------------ | ---------- | -------------- |
| 2024年5月24日 - 7月19日 | 金曜 1:00 - 1:30（木曜深夜） | テレビ神奈川 | 神奈川県   | 29分先行放送。 |
|                         | 金曜 1:29 - 1:59（木曜深夜） | 毎日放送     | 近畿広域圏 | 製作局         |
| 2024年5月28日 - 7月23日 | 火曜 0:00 - 0:30（月曜深夜） | テレビ埼玉   | 埼玉県     |                |
| 2024年5月29日 - 7月24日 | 水曜 0:30 - 1:00（火曜深夜） | 群馬テレビ   | 群馬県     |                |
| 2024年5月30日 - 7月25日 | 木曜 1:00 - 1:30（水曜深夜） | とちぎテレビ | 栃木県     |                |
|                         | 木曜 23:00 - 23:30           | 千葉テレビ   | 千葉県     |                |
| 2024年8月13日 -         | 火曜 1:55 - 2:25（月曜深夜） | RKB毎日放送  | 福岡県     |                |

| 毎日放送 ドラマフィル | 毎日放送 ドラマフィル                | 毎日放送 ドラマフィル        |
| 前番組                | 番組名                               | 次番組                       |
| --------------------- | ------------------------------------ | ---------------------------- |
| 奪われた僕たち        | ビジネス婚-好きになったら離婚します- | 三ツ矢先生の計画的な餌付け。 |